# ستير الرياضية بجرزونة
ستير الرياضية بجرزونة، هو نادي كرة قدم تونسي مقره في منطقة جرزونة في مدينة بنزرت في شمال تونس. تأسس عام 1965 وألوانه هي الأصفر والأزرق والأبيض. الملعب الرسمي للفريق هو ملعب جرزونة الذي يتسع لـ 6000 متفرج. يلعب النادي حاليا في الرابطة التونسية الثالثة لكرة القدم.